# Alfabetul aramaic
Alfabetul aramaic a fost adaptat din alfabetul fenician în secolul al VIII-lea î.Hr și a fost folosit pentru a scrie limba aramaică până în jurul anului 600 d.Hr. Toate literele reprezintă consoane, dintre care unele sunt folosite și ca matres lectionis pentru a indica vocalele lungi.
Alfabetul aramaic este semnificativ din punct de vedere istoric, de vreme ce aproape toate sistemele moderne de scriere din Orientul Mijlociu, precum și numeroase sisteme de scriere non-chineze din Asia Centrală și de Est derivă din acesta. Acest lucru se datorează faptului că limba aramaică a fost folosită pe scară largă ca lingua franca și limbă oficială în Imperiul Neo-Asirian și Noul Imperiu Babilonian, precum și în succesorul acestora, Imperiul Ahemenid. Dintre scrierile aflate în uz și astăzi, alfabetul ebraic este cel mai apropiat de scrierea aramaică imperială din secolul al V-lea î.Hr., având un inventar al literelor identic, dar și forme aproape identice ale literelor. Alfabetul aramaic a fost, de asemenea, un predecesor al alfabetului nabatean și, ulterior, al alfabetului arab.

## Limbi scrise în alfabetul aramaic
Aramaica, o limbă semitică, a fost lingua franca în mare parte din Orientul Apropiat din secolul al VII-lea î.Hr. până în secolul al VII-lea d.Hr., când a fost înlocuită de arabă. Aramaica clasică sau imperială a fost principala limba vorbită în imperiile babilonian si persan ahemenid și s-a răspândit până în Grecia și Valea Indului. După ce Alexandru cel Mare a cucerit Imperiul Persan, aramaica a încetat să mai fie limba oficială a oricărui stat major, deși a continuat să fie vorbită la scară largă. În această perioadă, aramaica s-a divizat în dialectele vestice și estice.
Aramaica a fost dupa secolul al  VI-lea î.e.n. principala limbă a evreilor și apare și în unele manuscrise de la Marea Moartă. Ea este limba Talmudului babilonian și a celui Ierusalimic, a Cabalei și a unor rugăciuni și imnuri religioase iudaice însemnate. Este încă folosită ca limbă liturgică de către comunități creștine orientale din Siria, Liban și Irak și este vorbită de un număr mic de creștini din Irak, Turcia, Iran, Armenia, Georgia,  Siria.precum si de un numar mic de evrei originari din Kurdistan și care traiesc în Israel.
Astăzi, aramaica biblică, dialectele neo-aramaice evreiești și aramaica din Talmud sunt scrise în actualul alfabet ebraic, de fapt cel arameic pătrat, în timp ce alfabetul siriac este folosit pentru a scrie limba siriacă și dialectele neo-aramaice creștine, iar alfabetul mandaic este folosit pentru limba mandaică.

## Litere
| Literă  | Siriacă | Aramaică imperială | AFI             | Literă echivalentă în | Literă echivalentă în | Literă echivalentă în | Literă echivalentă în | Literă echivalentă în | Literă echivalentă în | Literă echivalentă în |
| Literă  | Siriacă | Aramaică imperială | AFI             | Ebraică               | Feniciană             | Arabă                 | Brahmi                | Nabateană             | Kharosthi             | Maaloula              |
| ------- | ------- | ------------------ | --------------- | --------------------- | --------------------- | --------------------- | --------------------- | --------------------- | --------------------- | --------------------- |
| Ālaph   | ܐ       | 𐡀                  | /ʔ/; /aː/, /eː/ | א                     | 𐤀                     | ا                     |                       |                       |                       |                       |
| Bēth    | ܒ       | 𐡁                  | /b/, /v/        | ב                     | 𐤁                     | ب                     |                       |                       |                       |                       |
| Gāmal   | ܓ       | 𐡂                  | /g/, /ɣ/        | ג                     | 𐤂‬                     | ج                     |                       |                       |                       |                       |
| Dālath  | ܕ       | 𐡃‬                  | /d/, /ð/        | ד                     | 𐤃‬                     | د ذ                   |                       |                       |                       |                       |
| Hē      | ܗ       | 𐡄‬                  | /h/             | ה                     | 𐤄                     | ه                     |                       |                       |                       |                       |
| Waw     | ܘ       | 𐡅                  | /w/, /oː/, /uː/ | ו                     | 𐤅‬                     | و                     |                       |                       |                       |                       |
| Zain    | ܙ       | 𐡆‬                  | /z/             | ז                     | 𐤆‬                     | ز                     |                       |                       |                       |                       |
| Ḥēth    | ܚ       | 𐡇‬                  | /ħ/             | ח                     | 𐤇‬                     | ح خ‬                   |                       |                       |                       |                       |
| Ṭēth    | ܛ       | 𐡈                  | /tˤ/            | ט                     | 𐤈‬                     | ط ظ‬                   |                       |                       |                       |                       |
| Yudh    | ܝ       | 𐡉                  | /j/, /iː/, /eː/ | י                     | 𐤉‬                     | ي                     |                       |                       |                       |                       |
| Kāph    | ܟ       | 𐡊                  | /k/, /x/        | כ ך                   | 𐤊‬                     | ك                     |                       |                       |                       |                       |
| Lāmadh  | ܠ       | 𐡋                  | /l/             | ל‬                     | 𐤋‬                     | ل                     |                       |                       |                       |                       |
| Mim     | ܡ       | 𐡌                  | /m/             | מ ם‬                   | 𐤌                     | م                     |                       |                       |                       |                       |
| Nun     | ܢ       | 𐡍‬                  | /n/             | נ ן                   | 𐤍‬                     | ن                     |                       |                       |                       |                       |
| Semkath | ܣ       | 𐡎‬                  | /s/             | ס                     | 𐤎‬                     | س                     |                       |                       |                       |                       |
| ʿĒ      | ܥ       | 𐡏                  | /ʕ/             | ע                     | 𐤏‬                     | ع غ‬                   |                       |                       |                       |                       |
| Pē      | ܦ       | 𐡐‬                  | /p/, /f/        | פ ף                   | 𐤐‬                     | ف                     |                       |                       |                       |                       |
| Ṣādhē   | ܨ       | 𐡑                  | /sˤ/            | צ ץ                   | 𐤑                     | ص ض                   |                       |                       |                       |                       |
| Qoph    | ܩ       | 𐡒                  | /q/             | ק                     | 𐤒                     | ق                     |                       |                       |                       |                       |
| Rēsh    | ܪ       | 𐡓‬                  | /r/             | ר                     | 𐤓‬                     | ر‬                     |                       |                       |                       |                       |
| Shin    | ܫ       | 𐡔‬                  | /ʃ/             | ש                     | 𐤔                     | ش‬                     |                       |                       |                       |                       |
| Tau     | ܬ       | 𐡕                  | /t/, /θ/        | ת                     | 𐤕‬                     | ت ث                   |                       |                       |                       |                       |

## Legături externe
- en Comparison of Aramaic to related alphabets
- en Omniglot entry